# Rząd Laosu
Rząd Laosu – jeden z organów władzy wykonawczej Laosu. Obecny rząd został zaprzysiężony 20 kwietnia 2016, na jego czele stoi premier, Thongloun Sisoulith.

## Skład rządu
- Premier[3]
- Wicepremierzy
- Pełnomocnicy premiera (w randze ministra)

### Ministrowie
Oprócz premiera i wicepremierów, rząd Laosu składa się także z 18 ministrów:
- Minister finansów
- Minister spraw zagranicznych
- Minister obrony narodowej
- Minister bezpieczeństwa publicznego
- Minister bogactw naturalnych i ochrony środowiska
- Minister informacji, kultury i turystyki
- Minister rolnictwa i leśnictwa
- Minister sprawiedliwości
- Minister pracy i spraw społecznych
- Minister energetyki i górnictwa
- Minister przemysłu i handlu
- Minister nauki i technologii
- Minister oświaty i sportu
- Minister poczt i telekomunikacji
- Minister robót publicznych i transportu
- Minister ds. planowania i inwestycji
- Minister zdrowia
- Minister szef gabinetu

## Obecny skład rządu
| Zdjęcie | Funkcja                                           | Imię i nazwisko            |
| --- | ------------------------------------------------- | -------------------------- |
| Thongloun Sisoulith with Obamas cropped | Premier                                           | Thongloun Sisoulith        |
| | Wicepremier                                       | Bounthong Chitmany         |
| | Wicepremier                                       | Sonexay Siphandone         |
| | Wicepremier, minister finansów                    | Sondy Duangdy              |
| Saleumxay Kommasith May 2017 (34969105705) (cropped) | Minister spraw zagranicznych                      | Saleumxay Kommasith        |
| | Minister obrony narodowej                         | gen. Chansamone Chanyalath |
| | Minister bezpieczeństwa publicznego               | gen. Somkeo Silavong       |
| | Minister bogactw naturalnych i ochrony środowiska | Sommad Pholsena            |
| | Minister informacji, kultury i turystyki          | Kikeo Khaykhamphithoune    |
| | Minister rolnictwa i leśnictwa                    | Lien Thikeo                |
| | Minister sprawiedliwości                          | Xaysi Santivong            |
| The Minister of State (Independent Charge) for Tourism, Dr. K. Chiranjeevi calls on the Governor of Luang Prabang Province of Lao PDR, Dr. Khampheng Saysompheng, at Luang Prabang City on January 23, 2013 | Minister pracy i spraw społecznych                | Khampheng Saysompheng      |
| | Minister energetyki i górnictwa                   | Khammany Inthirath         |
| | Minister przemysłu i handlu                       | Khemmany Pholsena          |
| Yukiya Amano & Boviengkham Vongdara (01810530) (12338377883) | Minister nauki i technologii                      | Boviengkham Vongdara       |
| | Minister oświaty i sportu                         | Sengdeuan Lachanthaboun    |
| | Minister poczt i telekomunikacji                  | Thansamay Kommasith        |
| | Minister robót publicznych i transportu           | Bounchanh Sinthavong       |
| | Minister ds. planowania i inwestycji              | Souphanh Keomixay          |
| | Minister zdrowia                                  | Bounkong Sihavong          |
| | Minister szef gabinetu                            | Phet Phomphiphak           |
| | Pełnomocnik premiera (w randze ministra)          | Chaleun Yiapaoher          |
| | Pełnomocnik premiera (w randze ministra)          | Khammeung Phongthady       |
| | Pełnomocnik premiera (w randze ministra)          | Bounkeuth Sangsomsak       |
| The Vice Minister of Foreign Affairs of LAO PDR, Mr. Alounkeo kittikhoun meeting the Vice President, Shri Mohd. Hamid Ansari, in New Delhi on August 10, 2015                                               | Pełnomocnik premiera (w randze ministra)          | Alounkeo Kittikhoun        |
| | Pełnomocnik premiera (w randze ministra)          | Souvanpheng Bouphanouvong  |